# 10. travnja u Drugom svjetskom ratu
Drugi svjetski rat po nadnevcima: 10. travnja u Drugom svjetskom ratu.

### 1941.
- Proglašena Nezavisna Država Hrvatska
- Komunistička partija Jugoslavije donijela odluku u Zagrebu da komunisti nastave borbu protiv njemačkih okupatora bez obzira na slom Kraljevske jugoslavenske vojske.[nedostaje izvor]

### 1944.
- Crvena armija oslobodila je grad Odesu.

### 1945.
- Američke postrojbe oslobodile sabirni logor Buchenwald.